# Evadare din Dannemora
Evadare din Dannemora este un serial american de televiziune care a avut premiera pe Showtime pe 18 noiembrie 2018. Se bazează pe evadarea din Clinton Correctional Facility din 2015. Serialul de șapte episoade a fost creat și scris de Brett Johnson și Michael Tolkin și regizat de Ben Stiller. În rolurile principale sunt Benicio del Toro, Patricia Arquette, Paul Dano, Bonnie Hunt, Eric Lange și David Morse.
În România ultimul episod a fost împărțit în două astfel că este alcătuit din 8 părți.

## Subiect
Serialul se bazează pe povestea adevărată a evadării din Clinton Correctional Facility din 2015 din statul New York. Evadarea a dus la o urmărire masivă a celor doi ucigași condamnați, care au fost ajutați în fuga lor de o femeie căsătorită, angajată în închisoare, cu care amândoi au ajuns să fie implicați din punct de vedere sexual.

## Distribuție

### Personaje principale
- Benicio del Toro - Richard Matt,[4] un criminal condamnat
- Patricia Arquette - Joyce "Tilly" Mitchell,[4] o angajată din închisoare căsătorită, care se implică din punct de vedere sentimental atât cu Matt, cât și cu Sweat și ajută la evadarea lor
- Paul Dano - David Sweat,[4] un criminal condamnat
- Bonnie Hunt - Catherine Leahy Scott, inspector general din New York, a condus ancheta oficială a evadării lui Matt/Sweat din închisoare[5]
- Eric Lange - Lyle Mitchell, soțul lui Tilly și lucrător de întreținere la Clinton Correctional
- David Morse - Gene Palmer, gardian de la Clinton Correctional

### Personaje secundare
- Jeremy Bobb - Dennis Lambert, ofițer în închisoare și prieten cu Lyle[6]
- Michael Beasley - Crimă, un deținut căruia i s-a acordat munca lui Sweat în calitate de supraveghetor la atelierul de croitorie
- Joshua Rivera - Angel, un coleg-deținut al lui Matt și al lui Sweat
- Carolyn Mignini - Ilene Mulvaney, supraveghetoarea lui Tilly, care se aceasta se ciocnește frecvent în munca ei

Gregory Dann în rolul lui Albert Boyd, cel mai temător și cel mai urât ofițer corecțional la Clinton Correctional. Matt și Sweat și-au făcut evadarea în schimbul lui Boyd.

## Episoade
| Nr. | Titlu    | Regizat de  | Scris de                                     | Data difuzării    | U.S. telespectatori (milioane) |
| --- | -------- | ----------- | -------------------------------------------- | ----------------- | ------------------------------ |
| 1   | „Part 1” | Ben Stiller | Brett Johnson & Michael Tolkin               | 18 noiembrie 2018 | 0.397                          |
| 2   | „Part 2” | Ben Stiller | Brett Johnson & Michael Tolkin               | 25 noiembrie 2018 | 0.487                          |
| 3   | „Part 3” | Ben Stiller | Jerry Stahl                                  | 2 decembrie 2018  | 0.559                          |
| 4   | „Part 4” | Ben Stiller | Brett Johnson & Michael Tolkin               | 9 decembrie 2018  | 0.541                          |
| 5   | „Part 5” | Ben Stiller | Brett Johnson & Michael Tolkin               | 16 decembrie 2018 | 0.664                          |
| 6   | „Part 6” | Ben Stiller | Brett Johnson & Michael Tolkin & Jerry Stahl | 23 decembrie 2018 | 0.586                          |
| 7   | „Part 7” | Ben Stiller | Brett Johnson & Michael Tolkin               | 30 decembrie 2018 | 0.719                          |